# Via Francigena

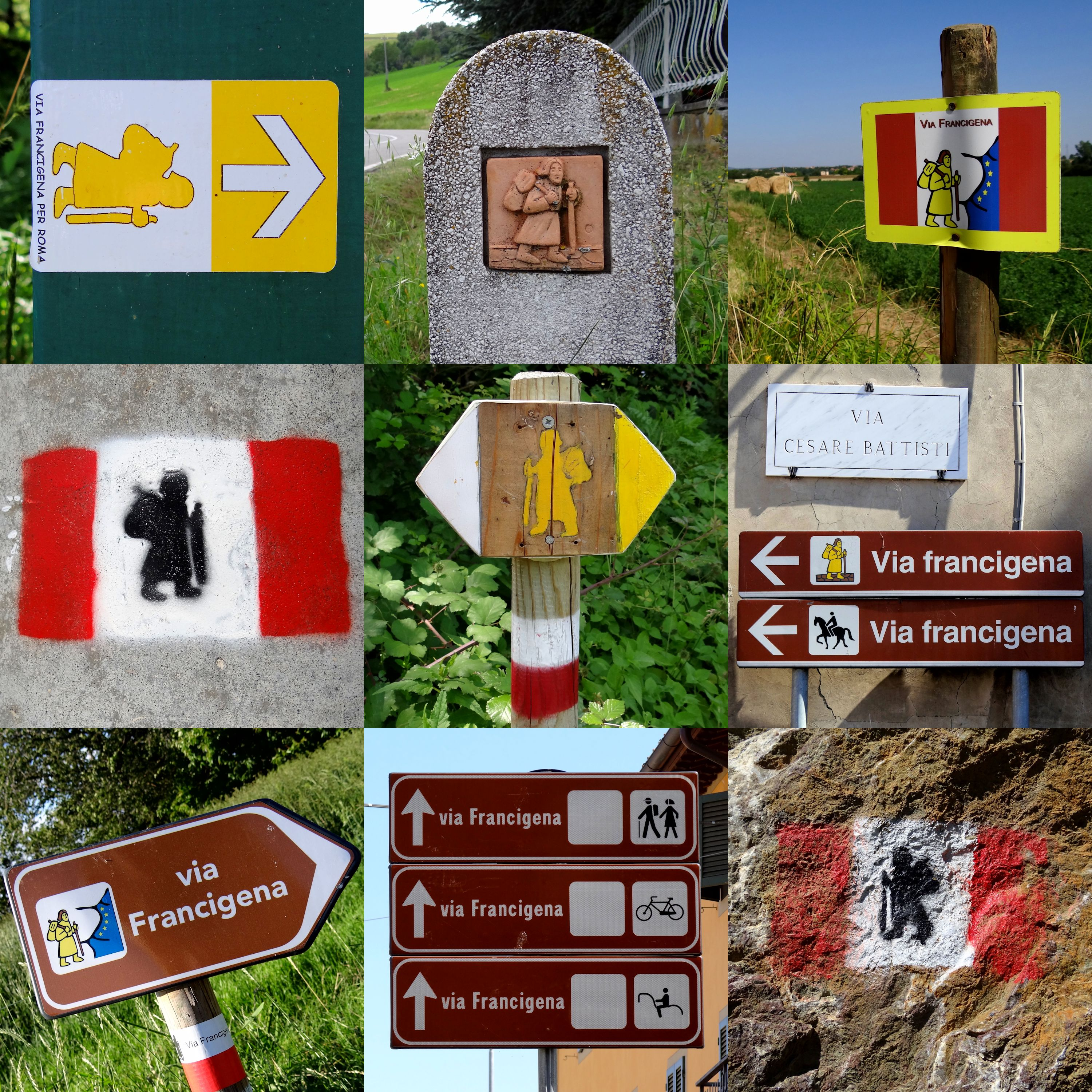

De Via Francigena is een oude pelgrimsroute die loopt van Canterbury naar Rome, en onderweg Frankrijk, Zwitserland en Italië aandoet. Deze route is beschreven door een Engelse aartsbisschop Siegeric in het jaar 990. De uiteindelijke aankomst is aan het Vaticaan.
Deze route is in 2004 door de Raad van Europa uitgeroepen tot een Europese Culturele Route. Deze route wordt in toenemende mate gebruikt door mensen die naar Rome willen lopen. De Association International Via Francigena (AIVF) behartigt de belangen. In Nederland en België worden de belangen waargenomen door de vereniging Pelgrimswegen naar Rome.

## De route

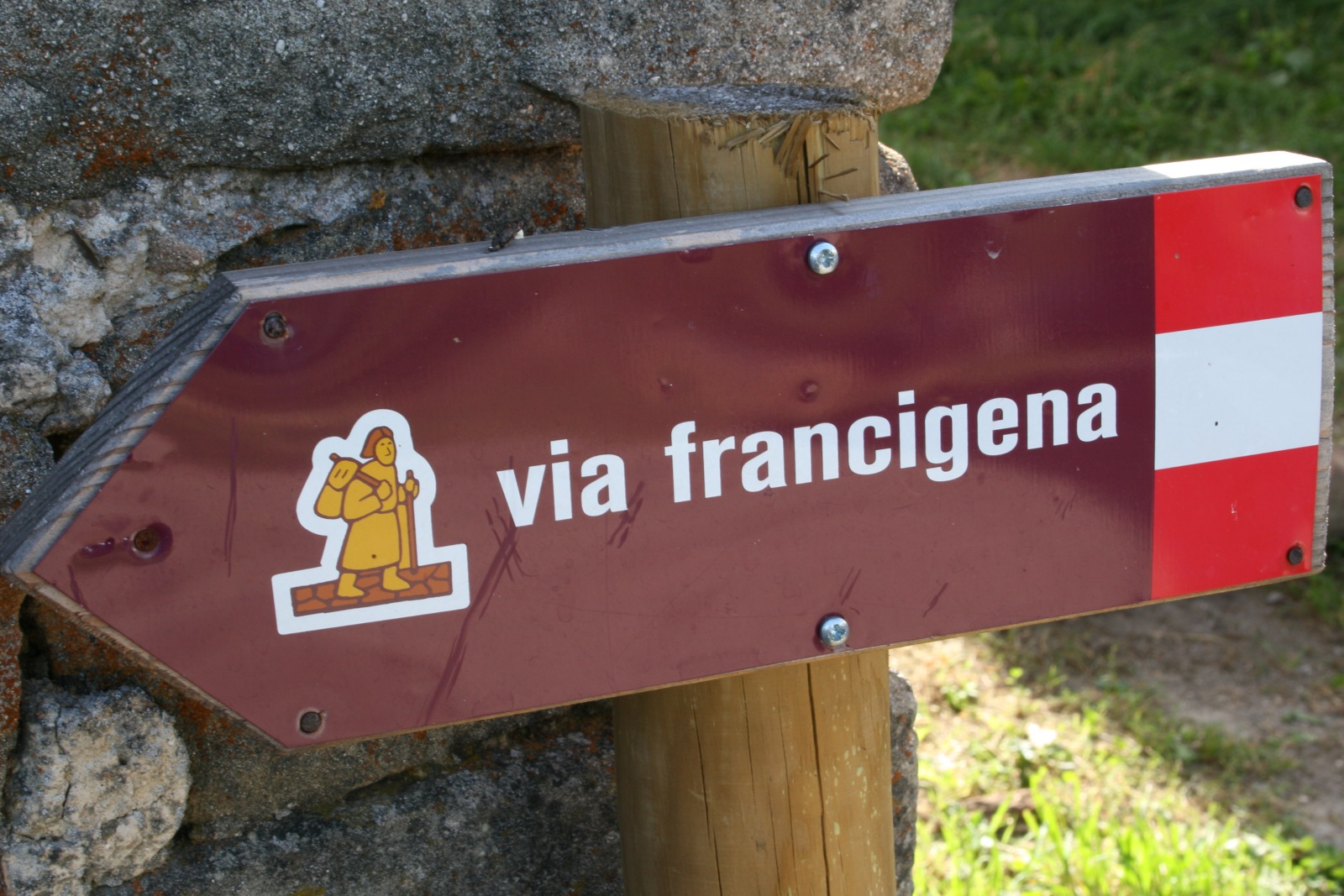
Wegwijzer in Italië

De route is nog niet overal goed aangegeven. In Frankrijk en Zwitserland ligt een goed beschreven route. De wandelpaden in deze landen zijn uitstekend beschreven en bewegwijzerd. Maar in Italië is men nog niet overal zover. Vrijwilligers (de amanti della Francigena) en gemeenten zijn hier mee bezig en men zoekt ook veelvuldig de publiciteit. In de jaren 10 en 20 van de 21ste eeuw zijn er aanzienlijke verbeteringen aangebracht. Wandelen is in Italië niet overal populair. Vooral in de (koelere) bergen vindt men beschreven wandelpaden en kaarten. Maar voor de rest van het land zijn er weinig goede wandelkaarten beschikbaar.

## Via Francigena del Sud
Voor pelgrims naar het Heilig Land is Rome maar een tussenstation. Zij vervolgen hun weg naar Brindisi om zich daar in te schepen naar Griekenland. De pelgrimsroute van Rome naar Brindisi gaat over de Via Appia en de Via Traiana en wordt de Via Francigena del Sud genoemd.